# Arichat (Nova Escócia)
Arichat é a cidade sede do condado de Richmond, na província canadense da Nova Escócia, província do atlântico no leste do Canadá.